# Les Routes du sud
Les Routes du sud is een Franse film van Joseph Losey die werd uitgebracht in 1978. Het origineel scenario werd geschreven door Jorge Semprún.

## Verhaal
De film geeft een beeld van de nostalgie bij de overwonnenen van de Spaanse Burgeroorlog in Franse ballingschap. 
1975. Het franquisme loopt ten einde. De Spanjaard Jean Larrea, een antifascist en ex-revolutionair, verdient de kost als scenarioschrijver. Hij steunt ook het verzet tegen Franco. Zijn vrouw helpt hem hierbij als koerierster en komt om in een ongeval. Hun zoon Laurent vindt dat hij daarvoor verantwoordelijk is. De spanningen met Laurent, die hem verwijt dat zijn politieke overtuigingen voorbijgestreefd zijn, lopen nog meer op. 

## Rolverdeling
| Acteur            | Personage               |
| ----------------- | ----------------------- |
| Yves Montand      | Jean Larréa             |
| Miou-Miou         | Julia                   |
| Laurent Malet     | Laurent Larréa          |
| France Lambiotte  | Ève Larréa              |
| Jean Bouise       | de pachter              |
| José Luis Gómez   | Miguel                  |
| Maurice Bénichou  | Garcia                  |
| Didier Sauvegrain | soldaat Korpik          |
| Claire Bretécher  | de televisiejournaliste |
| Roger Planchon    | de Parijse advocaat     |